# Empilement de cercles dans un carré
Pour les articles homonymes, voir Empilement.
L'empilement de cercles dans un carré est un problème d'empilement bidimensionnel dont l'objectif est d'empiler des cercles unités identiques de nombre n dans le carré le plus petit possible. De manière équivalente, l'objectif est de disposer n points dans un carré visant à obtenir le moins de séparation, dn, entre les points.
Pour passer d'une formulations du problème à l'autre, le côté du carré des cercles unitaires sera {\displaystyle L=2+{\frac {2}{d_{n}}}}.
Des solutions (pas nécessairement optimales) ont été calculées pour chaque n≤10 000. Les solutions allant jusqu'à n = 20 sont indiquées ci-dessous.
L'évident empilement carré est optimal pour 1, 4, 9, 16, 25 et 36 cercles (les six plus petits nombres carrés), mais il cesse d'être optimal pour les carrés plus grands à partir de 49.
| Nombre de cercles (n) | Longueur du côté du carré (L)                                              | dn                                                                 | Densité (n/L^2) | Figure |
| --------------------- | -------------------------------------------------------------------------- | ------------------------------------------------------------------ | --------------- | ------ |
| 1                     | 2                                                                          | ∞                                                                  | 0,25            |        |
| 2                     | {\displaystyle 2+{\sqrt {2}}} ≈ 3,414...                                   | {\displaystyle {\sqrt {2}}} ≈ 1,414...                             | 0,172...        |        |
| 3                     | {\displaystyle 2+{\frac {\sqrt {2}}{2}}+{\frac {\sqrt {6}}{2}}} ≈ 3,931... | {\displaystyle {\sqrt {6}}-{\sqrt {2}}} ≈ 1,035...                 | 0,194...        |        |
| 4                     | 4                                                                          | 1                                                                  | 0,25            |        |
| 5                     | {\displaystyle 2+2{\sqrt {2}}} ≈ 4,828...                                  | {\displaystyle {\frac {1}{2}}{\sqrt {2}}} ≈ 0,707...               | 0,215...        |        |
| 6                     | {\displaystyle 2+{\frac {12}{\sqrt {13}}}} ≈ 5,328...                      | {\displaystyle {\frac {1}{6}}{\sqrt {13}}} ≈ 0,601...              | 0,211...        |        |
| 7                     | {\displaystyle 4+{\sqrt {3}}} ≈ 5,732...                                   | {\displaystyle 4-2{\sqrt {3}}} ≈ 0,536...                          | 0,213...        |        |
| 8                     | {\displaystyle 2+{\sqrt {2}}+{\sqrt {6}}} ≈ 5,863...                       | {\displaystyle {\frac {1}{2}}({\sqrt {6}}-{\sqrt {2}})} ≈ 0,518... | 0,233...        |        |
| 9                     | 6                                                                          | 0,5                                                                | 0,25            |        |
| 10                    | 6,747...                                                                   | 0,421... A281065                                                   | 0,220...        |        |
| 11                    | 7,022...                                                                   | 0,398...                                                           | 0,223...        |        |
| 12                    | {\displaystyle 2+15{\sqrt {\frac {2}{17}}}} ≈ 7,144...                     | 0,389...                                                           | 0,235...        |        |
| 13                    | 7,463...                                                                   | 0,366...                                                           | 0,233...        |        |
| 14                    | {\displaystyle 6+{\sqrt {3}}} ≈ 7,732...                                   | 0,348...                                                           | 0,226...        |        |
| 15                    | {\displaystyle 4+{\sqrt {2}}+{\sqrt {6}}} ≈ 7,863...                       | 0,341...                                                           | 0,243...        |        |
| 16                    | 8                                                                          | 0,333...                                                           | 0,25            |        |
| 17                    | 8,532...                                                                   | 0,306...                                                           | 0,234...        |        |
| 18                    | {\displaystyle 2+{\frac {24}{\sqrt {13}}}} ≈ 8,656...                      | 0,300...                                                           | 0,240...        |        |
| 19                    | 8,907...                                                                   | 0,290...                                                           | 0,240...        |        |
| 20                    | {\displaystyle {\frac {130}{17}}+{\frac {16}{17}}{\sqrt {2}}} ≈ 8,978...   | 0,287...                                                           | 0,248...        |        |